# Chemical World
Chemical World è un singolo del gruppo musicale inglese dei Blur, pubblicato nel 1993 ed estratto dall'album Modern Life Is Rubbish.

## Tracce
7"
1. Chemical World (Radio Edit) – 3:54
2. Maggie May (cover di Rod Stewart) – 4:05

12"
1. Chemical World (Reworked) – 3:46
2. Es Schmecht – 3:38
3. Young & Lovely – 5:04
4. My Ark – 5:58

CD1 (tracce live dal Glastonbury Festival 1992)
1. Chemical World (Reworked)
2. Never Clever (live) – 2:28
3. Pressure on Julian (live) – 5:00
4. Come Together (live) – 3:30

CD2
1. Chemical World (Radio Edit) – 3:54
2. Young & Lovely – 5:04
3. Es Schmecht – 3:38
4. My Ark – 5:58

## Classifiche
| Classifica (1993)         | Posizione massima |
| ------------------------- | ----------------- |
| Regno Unito               | 28                |
| Stati Uniti (alternative) | 27                |